# Yves Berthelot
Pour les articles homonymes, voir Berthelot.
 (juillet 2025).
Yves Berthelot, né en 1937, est un économiste français, ancien fonctionnaire des Nations unies, ainsi que président du Comité français pour la solidarité internationale (CFSI) et du Centre International Développement et Civilisations - Lebret-Irfed.

## Biographie

### Jeunesse et études
Yves Berthelot effectue ses études à l’École Polytechnique puis à l’École nationale de la statistique et de l'administration économique (ENSAE).

### Parcours professionnel
Il commence sa carrière professionnelle en Côte d'Ivoire, en tant que chef du service de la Comptabilité nationale entre 1963 et 1965, puis directeur des études au ministère du Plan entre 1965 et 1968.
Yves Berthelot rejoint ensuite l’administration française. Il travaille entre 1968 et 1978 au Commissariat général du Plan, à l'INSEE puis comme chef de la division des études internationales au ministère de la Coopération.
À partir de 1978, il commence un parcours dans les organisations internationales. Il est d’abord directeur de la recherche au Centre de développement de l'OCDE à Paris entre 1978 et 1981, puis devient directeur du Centre d'Etudes Prospectives et d'Informations Internationales (CEPII) jusqu'à 1985.
En 1985, il devient secrétaire général adjoint de la CNUCED à Genève et prépare la Conférence de Paris de 1991 sur les Pays les moins avancés. Nommé sous-secrétaire général des Nations unies en 1993, il est le secrétaire exécutif de la Commission économique pour l'Europe des Nations unies (CEE-ONU) à Genève.
Après sa retraite en 2000, il est désigné comme codirecteur du projet d'histoire intellectuelle des Nations unies dans le cadre de l’UNITAR (Institut des Nations unies pour la formation et la recherche).

### Parcours au sein d’organisations non-gouvernementales
De 1975 à 1980, Yves Berthelot est président de la CNJD (Commission nationale des jeunes pour le développement).
Entre 1983 et 1985, il préside l'EADI (Association européenne des instituts de recherche), un réseau de chercheurs, d'instituts et d'étudiants spécialisés dans le domaine du Développement.
Il préside le chapitre français de la Société internationale pour le développement, SID, une organisation non-gouvernementale qui développe une approche multidisciplinaire et multisectorielle du développement et des changements.
Yves Berthelot a pris la présidence du Comité français pour la solidarité internationale (CFSI) et a été nommé membre du Haut Conseil de la coopération internationale.
En 2004, il contribue à la fusion de deux associations figurant parmi les héritiers intellectuels de Louis-Joseph Lebret et devient président du Centre International Développement et Civilisations - Lebret-Irfed.
Yves Berthelot préside également depuis 2003 le réseau d’économistes PEKEA (Pour un savoir politique et éthique sur les activités économiques). Il est vice-président de la Fondation européenne pour le développement durable des régions (FEDRE, Genève).

## Hommages et récompenses
Yves Berthelot est chevalier de la Légion d'honneur[Quand ?], chevalier de l'ordre du mérite (France) et chevalier de l'ordre national de la Côte d'ivoire.

## Publications
- Giulio Fossi et Yves Berthelot, Pour une nouvelle coopération, Paris, Presses universitaires de France (PUF), 1975.
- Gérard Tardy et Yves Berthelot, Le défi économique du tiers-monde, Paris, La Documentation française, 1978.
- Jacques Debandt et Yves Berthelot, Impact sur l'économie française de l'industrialisation du tiers-monde, Paris, La Documentation française, 1982.
- Yves Berthelot, La montée des tensions, Paris, Economica, 1983.
- Yves Berthelot, 1980-1990. La Fracture, Paris, Economica, 1985.
- Boutros Boutros-Ghali et Yves Berthelot : Démocratiser la mondialisation, éditions du Rocher, 2002.
- Yves Berthelot, Unity and Diversity of Development: the UN Regional Commissions Perspective, Indiana University Press, 2003.
- Yves Berthelot, L'ONU pour les nuls, 2010.
- Yves Berthelot et alt., Chemins d’économie humaine (préface de Kofi Annan, Enrique Iglesias et  Christiane Hessel), Le Cerf, Paris, 2016.

## Sources
(octobre 2015).
- Biographie sur le site RIO Impuls (Suisse)
- Biographie sur le site de la FEDRE (Suisse)